# Sunbonnet Sue
Sunbonnet Sue è un film del 1945 diretto da Ralph Murphy.